# Гемма, Корнелиус

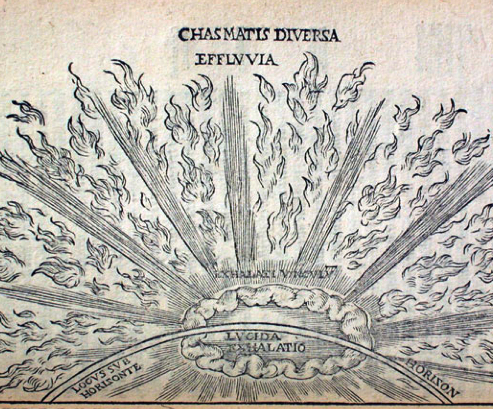
Первая научная иллюстрация северного сияния в книге К. Гемма о сверхновой 1572 года (1575)

Корнелиус (Корнелио) Гемма (нидерл. Cornelius Gemma; 28 февраля 1535, Лёвен — 12 октября 1578, там же) — нидерландский медик, астроном, астролог, педагог, профессор медицины Старого Лёвенского университета. Доктор философии. поэт.

## Биография
Фриз по происхождению. Родился в городе Лёвен (совр. Бельгия), в тот период входившем в состав Священной Римской империи. Старший сын математика и картографа Геммы Фризиуса. Учился в Латинской школе в Мехелене. С 1550 года изучал искусства и медицину в Старом Лёвенском университете. С 1569 года преподавал там, в 1570 году получил степень доктора философии.
Известен как астроном, который описал лунное затмение 1569 года. 9 ноября 1572 года за два дня до Тихо Браге зафиксировал вспышку сверхновой в созвездии Кассиопеи, которую назвал «Новая Венера». Был одним из немногих астрономов, понявших, что Большая Комета 1577 года, как и другие кометы движутся за пределами атмосферы Земли.
Внёс вклад в развитие медицины, ему принадлежит первое изображение ленточного червя человека, которое он опубликовал в своих медицинских трудах в 1552 году.
Двумя наиболее важными работами учёного являются «De Arte Cyclognomica» (Антверпен, 1569) и «De Naturae Divinis Characterismis» (Антверпен, 1575), в которых он изложил знания о медицине, астрономии, астрологии, тератологии, гаданиях, эсхатологии, энциклопедизме и др.
Отредактировал посмертную работу своего отца De astrolabo catholica (1556). В 1560 году начал публиковать свои собственные работы в ежегодной серии Ephemerides meteorologe. Опубликовал первую научную иллюстрацию северного сияния в своей книге о сверхновой 1575 года.
Выступал против своего отца, одного из первых сторонников гелиоцентрической системы мира за восстановление старой геоцентрической системы мира Птолемея, основанной на тетрабиблосе .
Автор многих эпитафий. Был одним из первых в Европе истинных любителей орхидей.
Умер от чумы.